# فو جیا
فو جیا (چینی: 佛家) یا فو جیا کوئن یا مشت خاندان بودایی یکی از سبک‌های مدرن کونگ‌فوی جنوبی معبد شائولین است که از ترکیب دو سبک چای جیا و هونگ جیا ایجاد شده‌است.
در این سبک، از مشت، ضربات کف دست و ضربات کم‌ارتفاع پا استفاده می‌شود و با تأکید کمتری بر حرکات پاها وجود دارد، اما ویژگی اصلی‌اش، دفاع‌های حلقوی و استفاده از قدرت و نیروی حریف علیه خودش است.
واژهٔ جیا در زبان کانتونی به معنای «خاندان» و «خانواده» است و معنای تحت‌اللفظی فو جیا، «مشت خاندان بودایی» است.